# ウルソデオキシコール酸

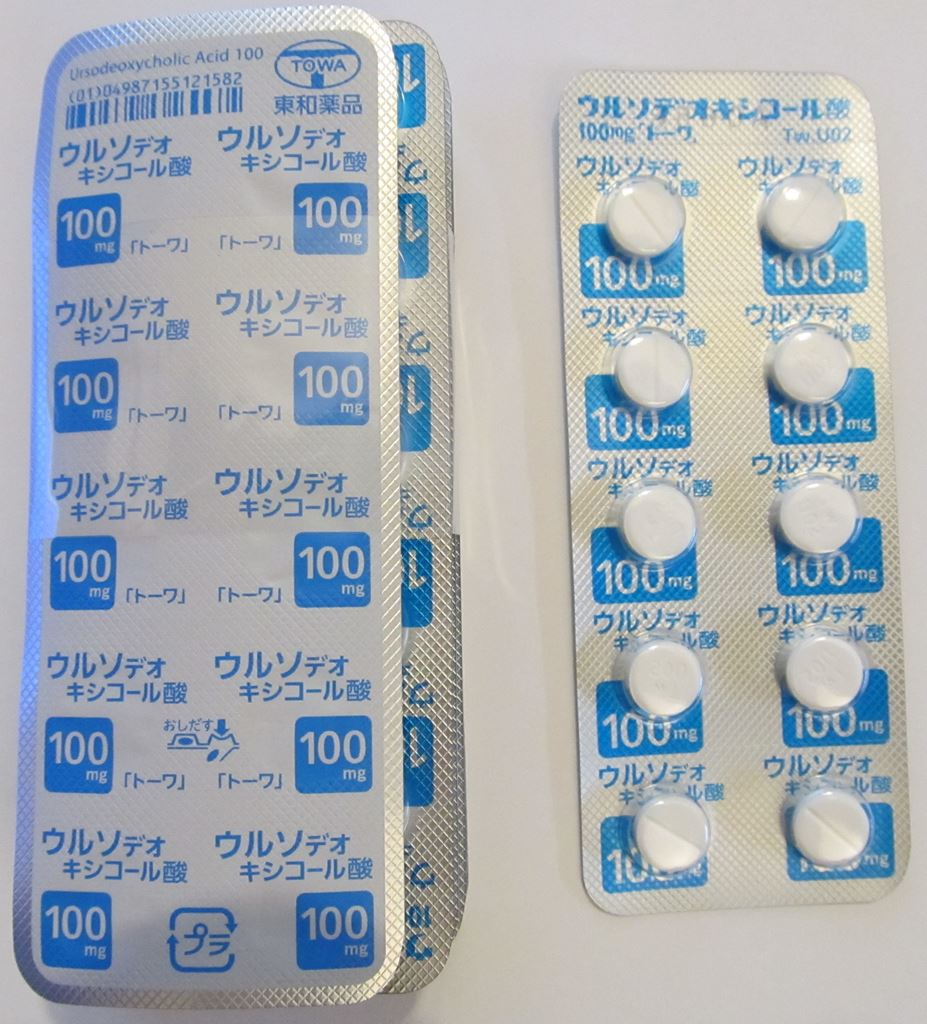
ウルソデオキシコール酸錠100mg「トーワ」

ウルソデオキシコール酸（ウルソデオキシコールさん、英：UrsodiolまたはUrsodeoxycholic acid）は、胆汁酸の一種。ウルソディオール（UDCA）とも呼ばれる。腸内の微生物によって代謝された二次胆汁酸である。

## 概要
ウルソデオキシコール酸は、1927年（昭和2年）、清水多栄が熊胆から世界で初めてウルソデオキシコール酸の単離・結晶化に成功した。
このことから伝統的な民間薬である動物性の生薬 、熊胆（ゆうたん）の主成分として知られている。
現代ではウルソデオキシコール酸は化学合成が可能であるが、漢方薬としての熊胆も未だ珍重されている。
熊胆は、熊の胆（くまのい）ともいい、ツキノワグマやヒグマの胆嚢を乾燥させたもので、健胃効果を含む消化器系全般の薬として用いられる。特に胆石の治療に効く経口可能な数少ない漢方薬としてよく用いられる。
経口での苦みが強いが、胆汁の流れをよくし、胆石を溶かす効果が認められており、ウルソデオキシコール酸を主成分とする経口胆石溶解剤も製造されている。ただしこの治療法で胆石は完全に取り除けないため、25%の確率で再発するリスクを伴う。治療期間が6ヶ月から36ヶ月と長いうえ、原因となる胆嚢は温存し続けるため、患者は経口摂取を生涯に渡って続けなければならないことがある。